# Torre de Loja
La Torre de Loja, situada en Quintana de Valdivielso (Provincia de Burgos, España), es un ejemplo en la historia de la fortificación de Castilla y León.
Situado en una ladera en un punto estratégico a unos 250 metros del pueblo, el conjunto del siglo XV que ha sufrido transformaciones en el siglo XVI e incluso en épocas posteriores, conserva la torre principal, un cuerpo adosado denominado capilla de San Roque, quizá de construcción anterior a la torre y otras dependencias domésticas colocadas en forma de «L» formando un patio así como los restos de una barrera que rodeaba todo el conjunto.
La torre dispone de dos entradas, una a ras de suelo en la fachada principal, y otra elevada en la parte trasera, junto al patio de las dependencias. Los pisos eran de madera, con escaleras de tramo recto del mismo material menos el último tramo para alcanzar la azotea que es de piedra y empotrada en el muro. La torre remata en garitas y hermosas gárgolas representadas por lobos y lebreles. Destacan también los escudos señoriales situados en la fachada de la torre, entrada de la ermita y del patio.